# Сульфоны

Общая формула сульфонов

Сульфоны — органические соединения, производные серной кислоты с общей формулой RR’SO2, где R и R'- алкил-, алкенил-, алкинил-, арил- винил-радикалы.

## Номенклатура
- Названия ациклических сульфонов производят от названий органических радикалов, связанных с группой SO2, с прибавлением слова «сульфон», напр. СН3(С6Н5)SО2 — метилфенилсульфон.
- Названия циклических сульфонов производят от названия углеводорода, в котором один из атомов углерода замещен на атом серы, с приставкой тиа- и окончанием -диоксид, например тиациклопентан-1,1-диоксид (сульфолан).

## Физические свойства
Сульфоны — бесцветные кристаллические вещества, некоторые низшие алифатические сульфоны — высококипящие жидкости, без запаха, хорошо растворимы во многих органических растворителях, некоторые низкомолекулярные сульфоны растворимы в воде.
| Соединение                           | Молекулярная масса | Температура плавления, °С | Температура кипения, °С |
| ------------------------------------ | ------------------ | ------------------------- | ----------------------- |
| Диметилсульфон (СН3)2SО2             | 94,16              | 109                       | 238                     |
| Метилфенилсульфон СН3(С6Н5)SО2       | 156,21             | 88                        |                         |
| Дифенилсульфон (С6Н5)2SО2            | 218,272            | 128,5                     | 378                     |
| Метилтрифторметилсульфон СН3(СF3)SО2 | 148,12             | 14                        | 129                     |

## Химические свойства
- Для сульфонов характерна высокая химическая и термическая стабильность.

- К большинству восстановителей сульфоны инертны и только действием таких сильных восстановителей, как тетрагидридоалюминат лития (в диэтиловом эфире или тетрагидрофуране) на циклические сульфоны образуются органические сульфиды.

{\displaystyle {\mathsf {(CH_{2})_{4}SO_{2}\ {\xrightarrow {LiAlH_{4}}}\ (CH_{2})_{4}S}}}
- Элиминируют SO2 под действием ультрафиолета и восстановителей:

{\displaystyle {\mathsf {R{\text{-}}SO_{2}{\text{-}}R'\ {\xrightarrow {[H],h\nu }}\ RH+R'H}}}
- или

{\displaystyle {\mathsf {R{\text{-}}SO_{2}{\text{-}}R'\ {\xrightarrow {[H],h\nu }}\ R{\text{-}}R'}}}

## Получение
- Окисление сульфидов или сульфоксидов:

{\displaystyle {\mathsf {R{\text{-}}S{\text{-}}R'\ {\xrightarrow {[O]}}\ R{\text{-}}SO_{2}{\text{-}}R'\ {\xleftarrow {[O]}}\ R{\text{-}}SO{\text{-}}R'}}}
- Алкилированием сульфиновых кислот или сульфинатов:

{\displaystyle {\mathsf {R{\text{-}}SOOH+R'OH\ {\xrightarrow {-H_{2}O}}\ R{\text{-}}SO_{2}{\text{-}}R'\ {\xleftarrow {\ \ }}\ R{\text{-}}SOONa+R'Cl}}}

## Распространённость в природе
- Сульфоны ограниченно распространены в природе: в крови и надпочечниках некоторых животных обнаружен диметилсульфон.

## Применение
- На основе ариленсульфонов изготавливают специальные виды пластмасс.
- Сульфолан и сульфолен — растворители.
- В фармакологии, например, 4,4'-диаминодифенилсульфон используют при лечении лепры.
- Некоторые винилсульфоны, например, Активный голубой 2КТ, Активный оранжевый ЖТ используются как активные красители при окраске материалов из целлюлозных волокон: тканей, бумаги, флизелина.